# Trehaloza
Trehaloza, mykoza – organiczny związek chemiczny z grupy cukrów, disacharyd złożony z dwóch cząsteczek glukozy połączonych wiązaniem O-glikozydowym (α,D-glukopiranozylo-(1→1)-α,D-glukopiranozyd). Jest głównym cukrem hemolimfy owadów, znajduje się także w grzybach i drożdżach.
W organizmie ludzkim trawiona jest w jelicie cienkim przez enzym trehalazę, w wyniku czego powstają dwie cząsteczki α,D-glukozy.
Możliwa jest produkcja trehalozy ze skrobi na skalę przemysłową.

## Zastosowania
Używana jest w cukiernictwie, kosmetyce, jako substancja zapobiegająca utracie wody, do produkcji sztucznych łez oraz jako utrwalacz zapachu, zaś w medycynie jako składnik płynu do przechowywania narządów przeznaczonych do przeszczepu. Z badań na gryzoniach wynika, że dożylne podanie pobudza działanie makrofagów, co spowalnia powstawanie blaszki miażdżycowej w aorcie o około 30%.
Po opracowaniu taniej metody enzymatycznej produkcji trehalozy i zatwierdzeniu jej w USA (2000 r.) i Europie (2001 r.) jako bezpiecznej dla zdrowia, stała się powszechnie stosowanym dodatkiem do żywności.

## Wpływ na bakterie chorobotwórcze
Epidemiczne szczepy Clostridium difficile RT027 i RT078 (główna przyczyna współczesnych zakażeń szpitalnych w Europie i USA) mają zdolność do metabolizowania trehalozy, czego nie obserwuje się u szczepów niechorobotwórczych. Co więcej, wirulencja RT027 ulega podwyższeniu w obecności tego cukru. Myszy zarażone C. difficile i karmione paszą z dodatkiem trehalozy miały istotnie większą śmiertelność niż grupa kontrolna bez tego dodatku w paszy.
Trehaloza obecna w typowym pożywieniu ludzi w Europie i USA utrzymuje stężenie wystarczające do rozwoju szczepów epidemicznych C. difficile w końcowych odcinkach przewodu pokarmowego. Istnieje hipoteza, że wprowadzenie trehalozy jako dodatku do żywności było czynnikiem sprzyjającym w rozwinięciu się chorobotwórczych szczepów C. difficile o dodatkowo zwiększonej wirulencji.